# Turks voetbalelftal (mannen)
Het Turks voetbalelftal is een team van mannelijke voetballers dat Turkije vertegenwoordigt in internationale wedstrijden. De gebruikelijke bijnaam van dit elftal is Ay-Yıldızlılar. De letterlijke betekenis ervan is de 'Maansterren', afgeleid van de witte maan en de ster op de Turkse vlag.
De ploeg kan in haar 84-jarig bestaan onderverdeeld worden in 4 periodes.
De periode van 1923 (oprichting) tot 1940 was afwisselend. In deze periode werden veel buitenlandse coaches aangetrokken, hetgeen normaal was in die tijd. De periode 1950 tot 1970 was succesvol te noemen, het elftal deed mee aan haar eerste WK ooit in 1954 en speelde tegen Zuid-Korea (7-0 winst) en West-Duitsland (4-1-verlies in de groepsfase, 7-2-verlies in de play-off). Ondertussen versloeg Turkije ook toplanden als Spanje (1-0), WK-finalist Hongarije (3-1) en Portugal (3-1). De jaren tussen 1970 en 1990 waren donkere tijden: het Turkse elftal was van een gewaardeerd elftal teruggezakt naar een voetbaldwerg, enige hoogtepunten waren het op het nippertje missen van het EK 1980 en het WK 1990. In beide gevallen verspeelde de ploeg kwalificatie in de laatste beslissende wedstrijden. Daarna volgde weer een succesvolle periode: de ploeg liet weer van zich spreken op Euro 2000, het WK 2002 en Euro 2008. Het grootste succes kende het Turks voetbalelftal onder coach Şenol Güneş, onder hem haalde Turkije op het WK 2002 de halve finale van het toernooi maar werd het uitgeschakeld door Brazilië. In de troostfinale haalde het dan alsnog de derde plek binnen.

## Historie

### Beginjaren

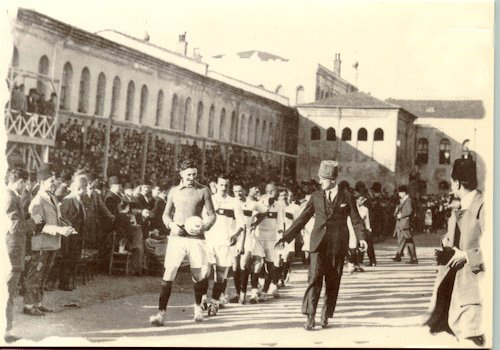
Het elftal in 1923

Ten tijde van het Ottomaanse Rijk werd het voetbal door de Engelsen geïntroduceerd. De eerste wedstrijden werden gespeeld in Selanik, het huidige Thessaloniki, in 1875. De eerste voetbalclub van het land was FC Smyrna uit Smyrna. Vanuit Smyrna, nu İzmir werd het voetbal ook naar Istanboel gebracht. De eerste teams bestonden uit Griekse, Armeense of Engelse spelers. Het eerste Turkse elftal, Black Stockings FC werd in 1899 opgericht. Op de Olympische Spelen van 1906 namen teams uit de Ottomaanse steden Selanik en Smyrna deel, al bestond de opbouw daarvan voornamelijk uit Grieken. Smyrna werd tweede en Selanik derde.
Een nationaal elftal kwam er pas na de val van het Ottomaanse Rijk. In 1923 speelde het nieuwe Turkije zijn eerste interland tegen Roemenië.

### WK voetbal 1950 (Brazilië)
Onder bondscoach Cihat Arman had Turkije zich gekwalificeerd voor het WK 1950 door Syrië met 7-0 te verslaan, maar het land trok zich terug wegens financiële problemen.

### WK voetbal 1954 (Zwitserland)

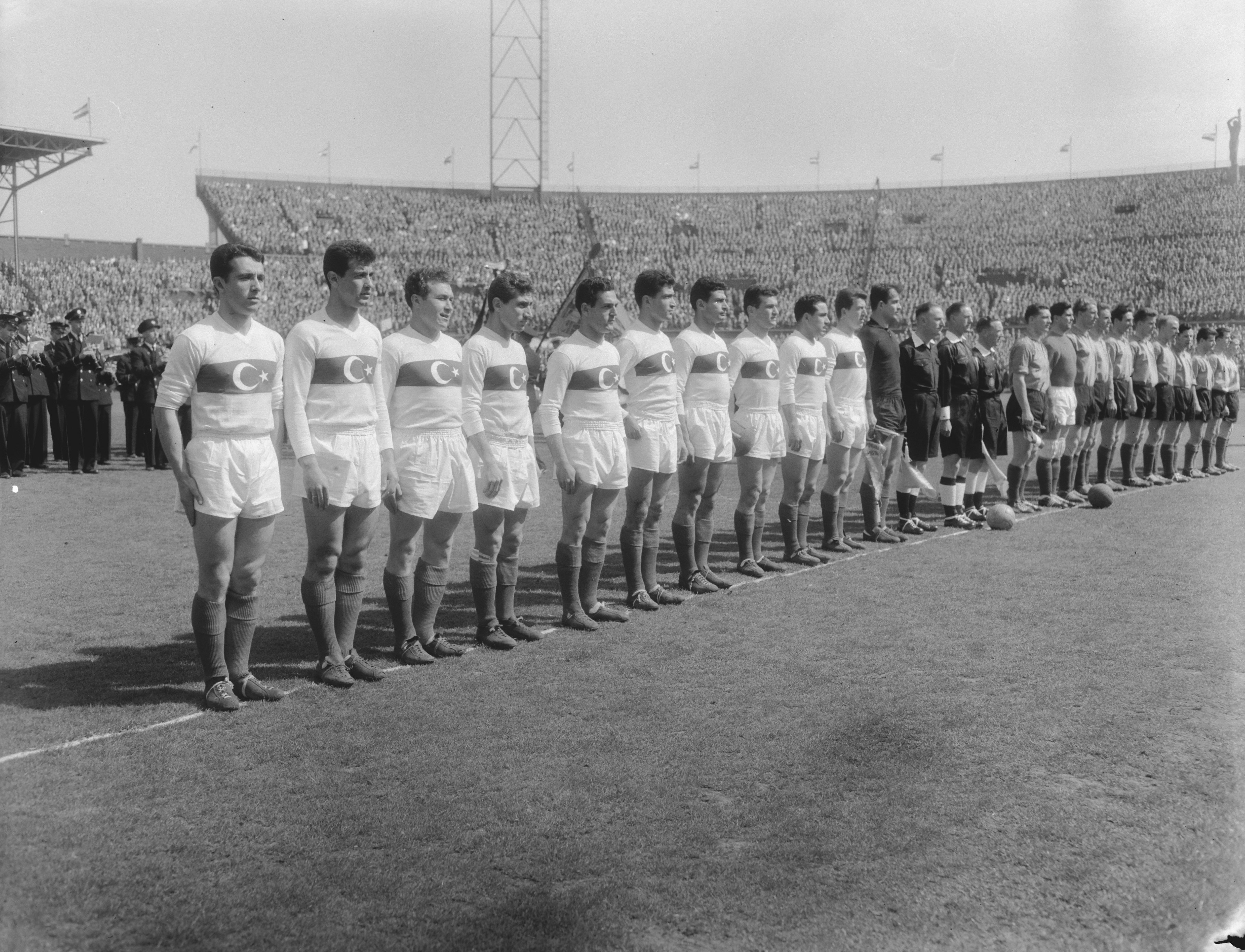
Nederland tegen Turkije in het Amsterdamse Olympisch Stadion in 1958

Na een play-off tegen Spanje kwalificeerde Turkije zich voor het WK 1954. Turkije verloor eerst met 4-1 in Spanje, maar na een 1-0-winst een paar dagen later moest er een beslissingswedstrijd gespeeld worden. Die wedstrijd eindigde in 2-2. Turkije ging door na het tossen van een munt. Turkije was in een moeilijke groep ingedeeld samen met Hongarije en West-Duitsland, hoewel Turkije niet heeft gespeeld tegen Hongarije volgens het toernooiformaat. Turkije verloor met 4-1 van de Duitsers, gevolgd door een 7-0-winst tegen Zuid-Korea. Uiteindelijk verloor Turkije de play-off tegen West-Duitsland met 7-2, waardoor het zich plaatste voor de kwartfinales.
Bondscoach: Sandro Puppo

### EK voetbal 1996 (Engeland)
Turkije kwalificeerde zich voor het EK 96 door Zwitserland en Zweden 2-1 te verslaan nadat er eerder op het nippertje kwalificaties waren gemist voor de EK's van 1976 en 1980. Voor de Turken verliep het toernooi echter roemloos: er werd geen enkel doelpunt gescoord.
Bondscoach: Fatih Terim

### EK voetbal 2000 (België & Nederland)
Turkije kwalificeerde zich voor het EK 2000 na een overwinning in de play-offs tegen Ierland. De eerste wedstrijd verloor Turkije na een controversiële penalty met 2-1 van Italië. De tweede wedstrijd tegen Zweden eindigde in 0-0. De laatste wedstrijd leverde 2-0 winst op tegen gastland België, waardoor voor de eerste keer in de EK-geschiedenis een gastland geëlimineerd werd in de eerste ronde. Turkije verloor daarna in de kwartfinale van Portugal met 0-2.
Bondscoach: Mustafa Denizli

### WK voetbal 2002 (Japan & Korea)
Dat het Turkse voetbal kwalitatief steeg in de afgelopen decennia werd bevestigd door het behalen van derde plaats op het WK 2002. Met verlies tegen Brazilië, gelijkspel tegen Costa Rica en winst tegen China werden de achtste finales bereikt. Na winst op Japan en Senegal verloor Turkije in de halve finales van Brazilië met 1-0. Turkije behaalde de derde plaats na 3-2 winst tegen het Zuid-Korea van Guus Hiddink. Hakan Şükür is de snelste doelpuntenmaker op een WK-wedstrijd ooit geworden na een doelpunt in 10,8 seconden.
De selectie bestond uit:
| Doel             |                            |                     |
| Rüştü            | 10 mei 1973 (29 jaar)      | Fenerbahçe          |
| Ömer Çatkıç      | 15 oktober 1974 (28 jaar)  | Gaziantepspor       |
| Verdediging      |                            |                     |
| Emre Aşık        | 13 december 1973 (29 jaar) | Galatasaray         |
| Bülent Korkmaz   | 24 november 1968 (34 jaar) | Galatasaray         |
| Fatih Akyel      | 26 december 1977 (25 jaar) | Fenerbahçe          |
| Alpay Özalan     | 29 mei 1973 (29 jaar)      | Aston Villa         |
| Tayfur Havutçu   | 23 april 1970 (32 jaar)    | Beşiktaş            |
| Ümit Özat        | 30 oktober 1976 (26 jaar)  | Fenerbahçe          |
| Hakan Ünsal      | 14 mei 1973 (29 jaar)      | Galatasaray         |
| Ergün Penbe      | 17 mei 1972 (31 jaar)      | Galatasaray         |
| Middenveld       |                            |                     |
| Arif Erdem       | 2 januari 1972 (31 jaar)   | Galatasaray         |
| Okan Buruk       | 19 oktober 1973 (29 jaar)  | Inter Milan         |
| Tugay Kerimoğlu  | 24 augustus 1970 (32 jaar) | Blackburn Rovers FC |
| Yıldıray Baştürk | 24 december 1978 (24 jaar) | Bayer Leverkusen    |
| Hasan Şaş        | 1 augustus 1976 (26 jaar)  | Galatasaray         |
| Muzzy Izzet      | 31 oktober 1974 (28 jaar)  | Leicester City      |
| Ümit Davala      | 30 juli 1973 (29 jaar)     | AC Milan            |
| Emre Belözoğlu   | 7 september 1980 (22 jaar) | Inter Milan         |
| Aanval           |                            |                     |
| Hakan Şükür      | 1 september 1971 (31 jaar) | AC Parma            |
| Nihat Kahveci    | 23 november 1979 (23 jaar) | Real Sociedad       |
| İlhan Mansız     | 10 augustus 1975 (27 jaar) | Beşiktaş            |

met als coach Şenol Güneş.

### FIFA Confederations Cup 2003 (Frankrijk)
Turkije mocht deelnemen aan de FIFA Confederations Cup nadat Duitsland geweigerd had deel te nemen aan dit toernooi. Turkije was ingedeeld in een groep met de VS, Kameroen en Brazilië. De Verenigde Staten werd met 2-1 aan de kant geschoven, maar een 1-0-verlies tegen Kameroen bracht weer onzekerheid of Turkije de groepsfase zou overleven. Uiteindelijk bracht een 2-2 gelijkspel tegen Brazilië ze in de halve finale waar ze uit moesten komen tegen Frankrijk. De Fransen bleken te sterk door met 3-2 te winnen (incl. gemiste penalty Turkije van Okan Yılmaz), de finale werd niet behaald en Turkije wachtte alweer een wedstrijd om de derde plaats. Deze werd met 2-1 gewonnen van Colombia.
De selectie:
| Doel               |                            |                  |
| Rüştü              | 10 mei 1973 (30 jaar)      | Fenerbahçe       |
| Ömer Çatkıç        | 15 oktober 1974 (29 jaar)  | Gaziantepspor    |
| Verdediging        |                            |                  |
| Fatih Sonkaya      | 1 juli 1981 (22 jaar)      | Roda JC          |
| Bülent Korkmaz     | 24 november 1968 (35 jaar) | Galatasaray      |
| Fatih Akyel        | 26 december 1977 (26 jaar) | Fenerbahçe       |
| Alpay Özalan       | 29 mei 1973 (30 jaar)      | Aston Villa      |
| Servet Çetin       | 17 maart 1981 (22 jaar)    | Denizlispor      |
| Ibrahim Toraman    | 20 november 1981 (22 jaar) | Gaziantepspor    |
| Ergün Penbe        | 17 mei 1972 (31 jaar)      | Galatasaray      |
| İbrahim Üzülmez    | 10 maart 1974 (29 jaar)    | Beşiktaş         |
| Middenveld         |                            |                  |
| Serkan Balcı       | 22 augustus 1983 (20 jaar) | Gençlerbirliği   |
| Selçuk Şahin       | 31 januari 1981 (22 jaar)  | Istanbulspor     |
| Yıldıray           | 24 december 1978 (25 jaar) | Bayer Leverkusen |
| Gökdeniz Karadeniz | 11 januari 1980 (23 jaar)  | Trabzonspor      |
| Ümit Davala        | 30 juli 1973 (30 jaar)     | Inter Milan      |
| Deniz Barış        | 2 juli 1977 (26 jaar)      | Gençlerbirliği   |
| Aanval             |                            |                  |
| Necati Ateş        | 3 januari 1980 (23 jaar)   | Galatasaray      |
| Nihat Kahveci      | 23 november 1979 (25 jaar) | Real Sociedad    |
| Tuncay Şanlı       | 16 januari 1982 (21 jaar)  | Fenerbahçe       |
| Okan Yılmaz        | 16 mei 1978 (25 jaar)      | Bursaspor        |

Bondscoach: Şenol Güneş

### EK voetbal 2004 (Portugal)
Er werd veel verwacht van Turkije en bondscoach Şenol Güneş na deze behaalde successen, maar Turkije wist zich niet te kwalificeren. In de kwalificatiepoule werd er maar een keer verloren, tegen Engeland. Dit moesten de Turken bekopen met een play-offwedstrijd tegen het laag ingeschatte Letland. Letland verraste enigszins door thuis met 1-0 te winnen, een paar dagen later in Istanboel was het Turkije dat na een uur spelen op 2-0 kwam en een goede kans had het EK te halen. Uiteindelijk eindigde de wedstrijd in 2-2 en ging Letland naar de eindronde in Portugal.
Bondscoach: Şenol Güneş

### WK voetbal 2006 (Duitsland)
Turkije begon met Ersun Yanal als de nieuwe bondscoach aan de WK-campagne; ze zaten in een poule met onder andere Europees kampioen Griekenland, Denemarken en Oekraïne. Tegen de Grieken werden er twee gelijke spelen behaald net als tegen Denemarken, van Oekraïne werd in Istanboel met 3-0 verloren maar een 1-0 winst in Kiev bracht Turkije een stap dichter naar het WK.
Turkije zou uiteindelijk ten koste van Griekenland de play-offs halen. Zwitserland ging door naar het WK ondanks een 4-2 winst nadat er eerder met 2-0 verloren werd.
Bondscoach: Ersun Yanal

### EK voetbal 2008 (Oostenrijk & Zwitserland)
Turkije plaatste zich onder de bondscoach Fatih Terim voor het EK 2008. Turkije werd ingedeeld in groep A bij Zwitserland, Tsjechië en Portugal. Turkije eindigde met 6 punten als tweede in deze poule en plaatst zich daarmee voor de kwartfinale. De eerste wedstrijd werd 2-0 verloren van Portugal. De tweede wedstrijd werd gewonnen door een doelpunt in de blessuretijd van Arda Turan. De 3e wedstrijd was tegen Tsjechië. In de 75e minuut stond Turkije nog met 2-0 achter en het EK leek zo goed als voorbij. Arda scoorde echter in de 75e minuut de aansluitingstreffer. In de 85e minuut liet Petr Čech een simpele bal uit zijn handen glippen, waarna Nihat Kahveci de bal simpel in het doel legde. In de blessuretijd scoorde Nihat zelfs de 3-2. Keeper Volkan Demirel kreeg een rode kaart omdat hij een kopstoot gaf aan Jan Koller waardoor hij 2 wedstrijden was geschorst. In de kwartfinale moesten de Turken het opnemen tegen Kroatië. Na 90 minuten was het nog 0-0. In de 119e minuut scoorde Klasnic de 1-0 voor Kroatië. De scheidsrechter stond op het punt de wedstrijd af te fluiten, maar Semih Sentürk scoorde in de allerlaatste secondes de gelijkmaker. Turkije wist de penalty's met 3-1 winnen. In de halve finale moest Turkije het opnemen tegen Duitsland. Semih scoorde in de 85e minuut de 2-2. De Duitser Philipp Lahm maakte in de 90e minuut het beslissende doelpunt waardoor het EK voor Turkije voorbij was.
Bondscoach: Fatih Terim
|             |          |       |         |                         |
| 7 juni 2008 | Portugal | 2 - 0 | Turkije | Stade de Suisse, Genève |
| 7 juni 2008 |          |       |         | Stade de Suisse, Genève |

|              |             |       |         |                        |
| 11 juni 2008 | Zwitserland | 1 - 2 | Turkije | Stade de Suisse, Bazel |
| 11 juni 2008 |             |       |         | Stade de Suisse, Bazel |

|              |         |       |          |                         |
| 15 juni 2008 | Turkije | 3 - 2 | Tsjechië | Stade de Suisse, Genève |
| 15 juni 2008 |         |       |          | Stade de Suisse, Genève |

|              |         |           |         |                             |
| 20 juni 2008 | Kroatië | 1 - 1 (p) | Turkije | Ernst Happel Stadion, Wenen |
| 20 juni 2008 |         |           |         | Ernst Happel Stadion, Wenen |

|              |           |       |         |                       |
| 25 juni 2008 | Duitsland | 3 - 2 | Turkije | St. Jakob Park, Bazel |
| 25 juni 2008 |           |       |         | St. Jakob Park, Bazel |

### WK voetbal 2010 (Zuid-Afrika)
Turkije was voor de kwalificatie ingedeeld in groep 5 bij Spanje, België, Bosnië en Herzegovina, Armenië en Estland. Turkije eindigde als derde in de groep. De bondscoach Fatih Terim nam ontslag na de wedstrijden tegen België en Armenië. Guus Hiddink was per 1 augustus zijn opvolger.

### EK voetbal 2012 (Polen en Oekraïne)
In de kwalificatiegroep eindigde Turkije als tweede achter Duitsland. De eerste play-offwedstrijd tegen Kroatië werd thuis met 0-3 verloren. Na het 0-0 gelijkspel in de uitwedstrijd werd Hiddink ontslagen.

### WK voetbal 2014 (Brazilië)
In de kwalificatiegroep eindigde Turkije als vierde achter Nederland, Roemenië en Hongarije met 16 punten en wist zich alweer niet te kwalificeren voor het WK.

### EK voetbal 2016 (Frankrijk)

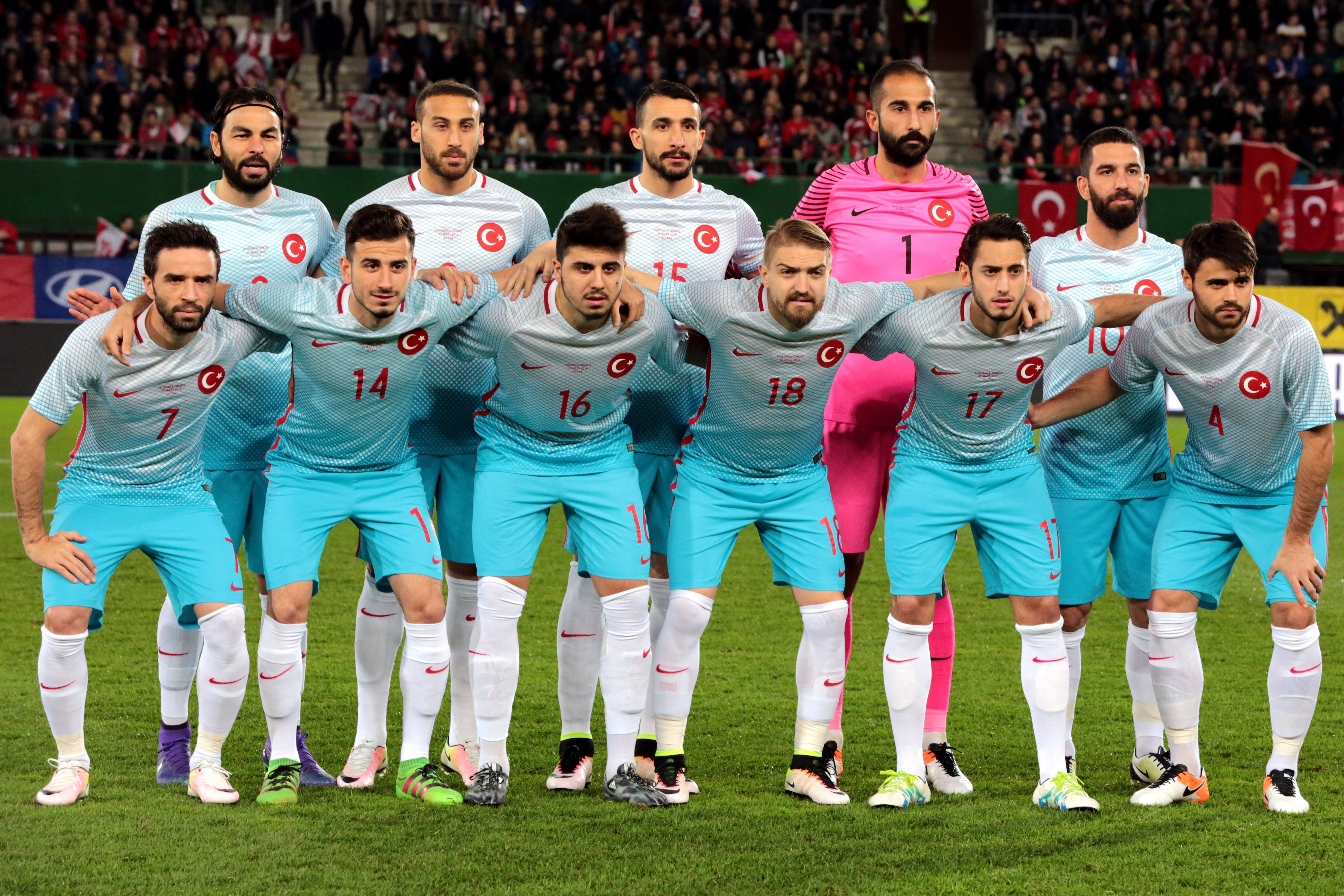
Het Turks voetbalelftal (2016)

Turkije kwalificeerde zich door de laatste wedstrijd te winnen en mocht meedoen als beste derde van het kwalificatietoernooi. Selçuk İnan schoot in de blessuretijd de 1-0 binnen middels een vrije trap tegenIJsland in de blessuretijd. Turkije werd ingedeeld in pot 4 en kwam in een poule met Kroatië, Spanje en Tsjechië. De eerste twee wedstrijden tegen de Kroaten en de Spanjaarden werden met respectievelijk 0-1 en 0-3 verloren. Een 2-0 zege tegen Tsjechië mocht niet meer baten. Turkije eindigde als derde in de poule en werd uitgeschakeld.

### WK voetbal 2018 (Rusland)
In de kwalificatiegroep eindigde Turkije als vierde achter IJsland, Kroatië en Oekraïne met 15 punten en wist zich alweer niet te kwalificeren voor het WK.

### EK voetbal 2020
Turkije sloot het kwalificatietoernooi als tweede af met slechts één nederlaag en twee gelijkspellen in een poule met onder andere regerend wereldkampioen Frankrijk. De ploeg van Şenol Güneş werd als Dark Horse gezien voor het hoofdtoernooi, maar kon de verwachtingen niet waarmaken. Het elftal eindigde laatste in een poule met Italië, Wales en Zwitserland. De wedstrijden tegen Italië en Wales gingen met respectievelijk 0-3 en 0-2 verloren. De laatste wedstrijd ging met 1-3 verloren tegen Zwitserland. De prestatie van Turkije, met 0 punten, een doelsaldo van -7 en slechts één gescoord doelpunt, was het slechtste van alle deelnemende 24 ploegen.

### WK voetbal 2022 (Qatar)
Het kwalificatietoernooi begon goed voor Turkije. De grootste concurrenten Nederland en Noorwegen werden met respectievelijk 4-2 en 3-0 opzij gezet. In de daaropvolgende wedstrijden gaf Turkije de voorsprong weg tegen Letland en Montenegro. De wedstrijd tegen voetbaldwerg Gibraltar werd met slechts 3-0 gewonnen, waarbij de score pas in de 54e minuut werd geopend. Het absolute dieptepunt kwam tegen Nederland, dat Turkije verpletterde met 6-1. De laatste keer dat Turkije met zo'n grote score verloor was in de vorige eeuw. Vrijwel de hele wedstrijd scandeerden fans de oproep voor de bondscoach om ontslag te nemen. Daags na de nederlaag nam Şenol Güneş ontslag. Stefan Kuntz werd aangesteld als nieuwe bondscoach. Turkije wist als runner-up te eindigen in de kwalificatiepoule achter Nederland en mocht daarom deelnemen aan de play-offs, waarin het werd geloot tegen Portugal. De wedstrijd werd met 3-1 verloren, waardoor Turkije werd uitgeschakeld. Vedette Burak Yılmaz wist in de slotfase een penalty niet te benutten met een stand van 2-1, waarna Portugal in de blessuretijd de 3-1 binnenschoot. Na de wedstrijd maakte de aanvoerder bekend zijn interlandcarrière te beëindigen.

### EK voetbal 2024 (Duitsland)
Turkije kwalificeerde zich als een van de eerste landen voor het EK in 2024 en sloot het kwalificatietoernooi voor het eerst in de geschiedenis als groepswinnaar af met slechts één nederlaag en twee gelijke spellen. Turkije kwalificeerde zich als beste nummer 2 voor de achtste finales. Bondscoach Montella werd de eerste niet-Turkse bondscoach die Turkije door de groepsfase heen bracht op een eindtoernooi. In de groepswedstrijd tegen Tsjechië kreeg het Turks voetbalelftal maar liefst 11 gele kaarten; een record op een eindtoernooi. In de achtste finale schakelden ze Oostenrijk uit met 2-1, waardoor ze in de kwartfinale tegenover Nederland komen te staan. Tegen Nederland werd er echter met 2-1 verloren, waarna uitschakeling volgde. Het werd met drie zeges de meest succesvolle EK-campagne ooit voor het land.
|              |         |       |         |                             |
| 18 juni 2024 | Turkije | 3 - 1 | Georgië | Signal Iduna Park, Dortmund |
| 18 juni 2024 |         |       |         | Signal Iduna Park, Dortmund |

|              |         |       |          |                             |
| 22 juni 2024 | Turkije | 0 - 3 | Portugal | Signal Iduna Park, Dortmund |
| 22 juni 2024 |         |       |          | Signal Iduna Park, Dortmund |

|              |          |       |         |                           |
| 26 juni 2024 | Tsjechië | 1 - 2 | Turkije | Volksparkstadion, Hamburg |
| 26 juni 2024 |          |       |         | Volksparkstadion, Hamburg |

|             |            |       |         |                         |
| 2 juli 2024 | Oostenrijk | 1 - 2 | Turkije | Red Bull Arena, Leipzig |
| 2 juli 2024 |            |       |         | Red Bull Arena, Leipzig |

|             |           |       |         |                         |
| 6 juli 2024 | Nederland | 2 - 1 | Turkije | Olympiastadion, Berlijn |
| 6 juli 2024 |           |       |         | Olympiastadion, Berlijn |

## Prestaties op eindrondes

### Wereldkampioenschap
| Wereldkampioenschap voetbal | Wereldkampioenschap voetbal      | Wereldkampioenschap voetbal      | Wereldkampioenschap voetbal      | Wereldkampioenschap voetbal      | Wereldkampioenschap voetbal      | Wereldkampioenschap voetbal      | Wereldkampioenschap voetbal      | Wereldkampioenschap voetbal      |
| Jaar                        | Ronde                            | Wed.                             | W                                | G                                | V                                | DV                               | DT                               | Kwal                             |
| --------------------------- | -------------------------------- | -------------------------------- | -------------------------------- | -------------------------------- | -------------------------------- | -------------------------------- | -------------------------------- | -------------------------------- |
| 1930                        | Geen deelname                    | Geen deelname                    | Geen deelname                    | Geen deelname                    | Geen deelname                    | Geen deelname                    | Geen deelname                    | Geen deelname                    |
| 1934                        | Teruggetrokken                   | Teruggetrokken                   | Teruggetrokken                   | Teruggetrokken                   | Teruggetrokken                   | Teruggetrokken                   | Teruggetrokken                   | Teruggetrokken                   |
| 1938                        | Geen deelname                    | Geen deelname                    | Geen deelname                    | Geen deelname                    | Geen deelname                    | Geen deelname                    | Geen deelname                    | Geen deelname                    |
| 1950                        | Teruggetrokken (na kwalificatie) | Teruggetrokken (na kwalificatie) | Teruggetrokken (na kwalificatie) | Teruggetrokken (na kwalificatie) | Teruggetrokken (na kwalificatie) | Teruggetrokken (na kwalificatie) | Teruggetrokken (na kwalificatie) | Teruggetrokken (na kwalificatie) |
| 1954                        | Groepsfase                       | 3                                | 1                                | 0                                | 2                                | 10                               | 11                               | (Kwal.)                          |
| 1958                        | Teruggetrokken                   | Teruggetrokken                   | Teruggetrokken                   | Teruggetrokken                   | Teruggetrokken                   | Teruggetrokken                   | Teruggetrokken                   | Teruggetrokken                   |
| 1962                        | Niet gekwalificeerd              | Niet gekwalificeerd              | Niet gekwalificeerd              | Niet gekwalificeerd              | Niet gekwalificeerd              | Niet gekwalificeerd              | Niet gekwalificeerd              | Niet gekwalificeerd              |
| 1966                        | Niet gekwalificeerd              | Niet gekwalificeerd              | Niet gekwalificeerd              | Niet gekwalificeerd              | Niet gekwalificeerd              | Niet gekwalificeerd              | Niet gekwalificeerd              | Niet gekwalificeerd              |
| 1970                        | Niet gekwalificeerd              | Niet gekwalificeerd              | Niet gekwalificeerd              | Niet gekwalificeerd              | Niet gekwalificeerd              | Niet gekwalificeerd              | Niet gekwalificeerd              | Niet gekwalificeerd              |
| 1974                        | Niet gekwalificeerd              | Niet gekwalificeerd              | Niet gekwalificeerd              | Niet gekwalificeerd              | Niet gekwalificeerd              | Niet gekwalificeerd              | Niet gekwalificeerd              | Niet gekwalificeerd              |
| 1978                        | Niet gekwalificeerd              | Niet gekwalificeerd              | Niet gekwalificeerd              | Niet gekwalificeerd              | Niet gekwalificeerd              | Niet gekwalificeerd              | Niet gekwalificeerd              | Niet gekwalificeerd              |
| 1982                        | Niet gekwalificeerd              | Niet gekwalificeerd              | Niet gekwalificeerd              | Niet gekwalificeerd              | Niet gekwalificeerd              | Niet gekwalificeerd              | Niet gekwalificeerd              | Niet gekwalificeerd              |
| 1986                        | Niet gekwalificeerd              | Niet gekwalificeerd              | Niet gekwalificeerd              | Niet gekwalificeerd              | Niet gekwalificeerd              | Niet gekwalificeerd              | Niet gekwalificeerd              | Niet gekwalificeerd              |
| 1990                        | Niet gekwalificeerd              | Niet gekwalificeerd              | Niet gekwalificeerd              | Niet gekwalificeerd              | Niet gekwalificeerd              | Niet gekwalificeerd              | Niet gekwalificeerd              | Niet gekwalificeerd              |
| 1994                        | Niet gekwalificeerd              | Niet gekwalificeerd              | Niet gekwalificeerd              | Niet gekwalificeerd              | Niet gekwalificeerd              | Niet gekwalificeerd              | Niet gekwalificeerd              | Niet gekwalificeerd              |
| 1998                        | Niet gekwalificeerd              | Niet gekwalificeerd              | Niet gekwalificeerd              | Niet gekwalificeerd              | Niet gekwalificeerd              | Niet gekwalificeerd              | Niet gekwalificeerd              | Niet gekwalificeerd              |
| 2002                        | Derde plaats                     | 7                                | 4                                | 1                                | 2                                | 10                               | 6                                | (Kwal.)                          |
| 2006                        | Niet gekwalificeerd              | Niet gekwalificeerd              | Niet gekwalificeerd              | Niet gekwalificeerd              | Niet gekwalificeerd              | Niet gekwalificeerd              | Niet gekwalificeerd              | Niet gekwalificeerd              |
| 2010                        | Niet gekwalificeerd              | Niet gekwalificeerd              | Niet gekwalificeerd              | Niet gekwalificeerd              | Niet gekwalificeerd              | Niet gekwalificeerd              | Niet gekwalificeerd              | Niet gekwalificeerd              |
| 2014                        | Niet gekwalificeerd              | Niet gekwalificeerd              | Niet gekwalificeerd              | Niet gekwalificeerd              | Niet gekwalificeerd              | Niet gekwalificeerd              | Niet gekwalificeerd              | Niet gekwalificeerd              |
| 2018                        | Niet gekwalificeerd              | Niet gekwalificeerd              | Niet gekwalificeerd              | Niet gekwalificeerd              | Niet gekwalificeerd              | Niet gekwalificeerd              | Niet gekwalificeerd              | Niet gekwalificeerd              |
| 2022                        | Niet gekwalificeerd              | Niet gekwalificeerd              | Niet gekwalificeerd              | Niet gekwalificeerd              | Niet gekwalificeerd              | Niet gekwalificeerd              | Niet gekwalificeerd              | Niet gekwalificeerd              |
| 2026                        |                                  |                                  |                                  |                                  |                                  |                                  |                                  |                                  |
| 2030                        |                                  |                                  |                                  |                                  |                                  |                                  |                                  |                                  |
| 2034                        |                                  |                                  |                                  |                                  |                                  |                                  |                                  |                                  |
| Totaal                      | 2 keer                           | 10                               | 5                                | 1                                | 4                                | 20                               | 17                               |                                  |

### Europees kampioenschap
| Europees kampioenschap | Europees kampioenschap | Europees kampioenschap | Europees kampioenschap | Europees kampioenschap | Europees kampioenschap | Europees kampioenschap | Europees kampioenschap | Europees kampioenschap |
| Jaar                   | Ronde                  | Wed.                   | W                      | G                      | V                      | DV                     | DT                     | Kwal                   |
| ---------------------- | ---------------------- | ---------------------- | ---------------------- | ---------------------- | ---------------------- | ---------------------- | ---------------------- | ---------------------- |
| 1960                   | Niet gekwalificeerd    | Niet gekwalificeerd    | Niet gekwalificeerd    | Niet gekwalificeerd    | Niet gekwalificeerd    | Niet gekwalificeerd    | Niet gekwalificeerd    | Niet gekwalificeerd    |
| 1964                   | Niet gekwalificeerd    | Niet gekwalificeerd    | Niet gekwalificeerd    | Niet gekwalificeerd    | Niet gekwalificeerd    | Niet gekwalificeerd    | Niet gekwalificeerd    | Niet gekwalificeerd    |
| 1968                   | Niet gekwalificeerd    | Niet gekwalificeerd    | Niet gekwalificeerd    | Niet gekwalificeerd    | Niet gekwalificeerd    | Niet gekwalificeerd    | Niet gekwalificeerd    | Niet gekwalificeerd    |
| 1972                   | Niet gekwalificeerd    | Niet gekwalificeerd    | Niet gekwalificeerd    | Niet gekwalificeerd    | Niet gekwalificeerd    | Niet gekwalificeerd    | Niet gekwalificeerd    | Niet gekwalificeerd    |
| 1976                   | Niet gekwalificeerd    | Niet gekwalificeerd    | Niet gekwalificeerd    | Niet gekwalificeerd    | Niet gekwalificeerd    | Niet gekwalificeerd    | Niet gekwalificeerd    | Niet gekwalificeerd    |
| 1980                   | Niet gekwalificeerd    | Niet gekwalificeerd    | Niet gekwalificeerd    | Niet gekwalificeerd    | Niet gekwalificeerd    | Niet gekwalificeerd    | Niet gekwalificeerd    | Niet gekwalificeerd    |
| 1984                   | Niet gekwalificeerd    | Niet gekwalificeerd    | Niet gekwalificeerd    | Niet gekwalificeerd    | Niet gekwalificeerd    | Niet gekwalificeerd    | Niet gekwalificeerd    | Niet gekwalificeerd    |
| 1988                   | Niet gekwalificeerd    | Niet gekwalificeerd    | Niet gekwalificeerd    | Niet gekwalificeerd    | Niet gekwalificeerd    | Niet gekwalificeerd    | Niet gekwalificeerd    | Niet gekwalificeerd    |
| 1992                   | Niet gekwalificeerd    | Niet gekwalificeerd    | Niet gekwalificeerd    | Niet gekwalificeerd    | Niet gekwalificeerd    | Niet gekwalificeerd    | Niet gekwalificeerd    | Niet gekwalificeerd    |
| 1996                   | Groepsfase             | 3                      | 0                      | 0                      | 3                      | 0                      | 5                      | (Kwal.)                |
| 2000                   | Kwartfinale            | 4                      | 1                      | 1                      | 2                      | 3                      | 4                      | (Kwal.)                |
| 2004                   | Niet gekwalificeerd    | Niet gekwalificeerd    | Niet gekwalificeerd    | Niet gekwalificeerd    | Niet gekwalificeerd    | Niet gekwalificeerd    | Niet gekwalificeerd    | Niet gekwalificeerd    |
| 2008                   | Halve finale           | 5                      | 2                      | 1                      | 2                      | 8                      | 9                      | (Kwal.)                |
| 2012                   | Niet gekwalificeerd    | Niet gekwalificeerd    | Niet gekwalificeerd    | Niet gekwalificeerd    | Niet gekwalificeerd    | Niet gekwalificeerd    | Niet gekwalificeerd    | Niet gekwalificeerd    |
| 2016                   | Groepsfase             | 3                      | 1                      | 0                      | 2                      | 2                      | 4                      | (Kwal.)                |
| 2020                   | Groepsfase             | 3                      | 0                      | 0                      | 3                      | 1                      | 8                      | (Kwal.)                |
| 2024                   | Kwartfinale            | 5                      | 3                      | 0                      | 2                      | 8                      | 8                      | (Kwal.)                |
| 2028                   |                        |                        |                        |                        |                        |                        |                        |                        |
| 2032                   | Gekwalificeerd         | 0                      | 0                      | 0                      | 0                      | 0                      | 0                      |                        |
| Totaal                 | 7 keer                 | 22                     | 7                      | 2                      | 13                     | 20                     | 36                     |                        |

### FIFA Confederations Cup
| FIFA Confederations Cup | FIFA Confederations Cup | FIFA Confederations Cup | FIFA Confederations Cup | FIFA Confederations Cup | FIFA Confederations Cup | FIFA Confederations Cup | FIFA Confederations Cup | FIFA Confederations Cup |
| Jaar                    | Ronde                   | Wed.                    | W                       | G                       | V                       | DV                      | DT                      |                         |
| ----------------------- | ----------------------- | ----------------------- | ----------------------- | ----------------------- | ----------------------- | ----------------------- | ----------------------- | ----------------------- |
| 2003                    | Derde plaats            | 5                       | 2                       | 1                       | 2                       | 8                       | 8                       |                         |
| Totaal                  | 1 keer                  | 5                       | 2                       | 1                       | 2                       | 8                       | 8                       |                         |

### UEFA Nations League
| 2018–19 | B | 22e | 4 | 1 | 0 | 3 | 4  | 7 | Stabiel  |
| 2020–21 | B | 29e | 6 | 1 | 3 | 2 | 6  | 8 | Gedaald  |
| 2022–23 | C | 36e | 6 | 4 | 1 | 1 | 18 | 5 | Gestegen |

## FIFA-wereldranglijst
Hieronder volgt de positie op de FIFA-wereldranglijst aan het eind van elk kalenderjaar.
| 1993 | 1994 | 1995 | 1996 | 1997 | 1998 | 1999 | 2000 | 2001 | 2002 | 2003 | 2004 | 2005 | 2006 | 2007 | 2008 | 2009 | 2010 | 2011 | 2012 | 2013 | 2014 | 2015 | 2016 | 2017 | 2018 | 2019 | 2020 | 2021 | 2022 | 2023 | 2024 |
| ---- | ---- | ---- | ---- | ---- | ---- | ---- | ---- | ---- | ---- | ---- | ---- | ---- | ---- | ---- | ---- | ---- | ---- | ---- | ---- | ---- | ---- | ---- | ---- | ---- | ---- | ---- | ---- | ---- | ---- | ---- | ---- |
| 52   | 48   | 30   | 31   | 43   | 57   | 29   | 30   | 23   | 9    | 8    | 14   | 11   | 26   | 16   | 10   | 41   | 31   | 28   | 40   | 43   | 49   | 21   | 24   | 42   | 39   | 29   | 32   | 37   | 44   | 37   | 28   |

## Spelersrecords

### Meeste interlands
|     | Naam             | Carrière  | Interlands | Doelpunten |
| --- | ---------------- | --------- | ---------- | ---------- |
| 1.  | Rüştü Reçber     | 1994–2012 | 120        | 0          |
| 2.  | Hakan Şükür      | 1992–2008 | 112        | 51         |
| 3.  | Bülent Korkmaz   | 1990–2005 | 102        | 2          |
| 4.  | Emre Belözoğlu   | 2000–2019 | 101        | 9          |
| 5.  | Arda Turan       | 2006–2017 | 100        | 16         |
| 6.  | Hakan Çalhanoğlu | 2014–0000 | 97         | 20         |
| 7.  | Tugay Kerimoğlu  | 1990–2007 | 94         | 2          |
| 8.  | Alpay Özalan     | 1995–2005 | 90         | 4          |
| 9.  | Hamit Altıntop   | 2004–2015 | 84         | 7          |
| 10. | Mehmet Topal     | 2008–2018 | 81         | 2          |

Laatst bijgewerkt: 23 maart 2025

### Meeste doelpunten
|     | Naam             | Carrière  | Doelpunten | Interlands | Gemiddeld |
| --- | ---------------- | --------- | ---------- | ---------- | --------- |
| 1.  | Hakan Şükür      | 1992–2008 | 51         | 112        | 0,46      |
| 2.  | Burak Yılmaz     | 2011–2022 | 31         | 77         | 0,39      |
| 3.  | Tuncay Şanlı     | 2003–2010 | 22         | 79         | 0,28      |
| 4.  | Lefter†          | 1948–1961 | 21         | 46         | 0,46      |
| 4.  | Cenk Tosun       | 2013–2024 | 21         | 53         | 0,40      |
| 4.  | Hakan Çalhanoğlu | 2014–     | 21         | 97         | 0,21      |
| 7.  | Metin Oktay†     | 1956–1965 | 19         | 36         | 0,53      |
| 7.  | Cemil Turan      | 1969–1979 | 19         | 44         | 0,43      |
| 7.  | Nihat Kahveci    | 2000–2010 | 19         | 69         | 0,28      |
| 10. | Cengiz Ünder     | 2016–2023 | 16         | 49         | 0,33      |

Laatst bijgewerkt: 23 maart 2025

### Coaches
Het Turks voetbalelftal heeft in haar historie veertig bondscoaches gehad. In de beginjaren werden er vooral Engelse en Hongaarse coaches aangetrokken. Tegenwoordig werkt de bond vaker met coaches uit eigen land. Guus Hiddink was de enige Nederlandse bondscoach die Turkije heeft gehad.

##### Meeste wedstrijden
|    | Naam              | Periode(s)                                       | Duels | Winst | Winst % |
| -- | ----------------- | ------------------------------------------------ | ----- | ----- | ------- |
| 1  | Fatih Terim       | 1990, 1993-1996, 2005-2009, 2013-2017            | 136   | 70    | 51,47   |
| 2  | Şenol Güneş       | 2000-2004, 2019-2021                             | 82    | 38    | 46,34   |
| 3  | Coşkun Özarı      | 1972-1976, 1982-1984, 1985-1986                  | 54    | 14    | 25,92   |
| 4  | Mustafa Denizli   | 1987, 1996-2000                                  | 37    | 12    | 32,43   |
| 5  | Sandro Puppo      | 1952-1954, 1960-1962, 1963-1964, 1965, 1965-1966 | 32    | 8     | 25,00   |
| 6  | Sepp Piontek      | 1990-1993                                        | 27    | 4     | 14,81   |
| 7  | Vincenzo Montella | 2023-                                            | 21    | 11    | 52,38   |
| 8  | Stefan Kuntz      | 2021-2023                                        | 20    | 12    | 60,00   |
| 9  | Abdullah Avcı     | 2011-2013                                        | 18    | 6     | 33,33   |
| 10 | Adnan Süvari      | 1966-1969                                        | 17    | 5     | 29,41   |
| 10 | Mircea Lucescu    | 2017-2019                                        | 17    | 4     | 23,53   |

Bijgewerkt tot en met de wedstrijd tegen  Hongarije (0-3) op 23 maart 2025.

## Huidige selectie
De volgende spelers behoren tot de selectie voor de vriendschappelijke wedstrijden op 7 juni 2025 en 11 juni 2025 tegen respectievelijk  Verenigde Staten en  Mexico.
Interlands en doelpunten bijgewerkt tot en met de vriendschappelijke wedstrijd tegen  Mexico op 11 juni 2025.
| Naam               | Wed.        | Dlpnt. | Club                |
| ------------------ | ----------- | ------ | ------------------- |
|                    | Doel        |        |                     |
| Uğurcan Çakır      | 31          | 0      | Trabzonspor         |
| Altay Bayındır     | 10          | 0      | Manchester United   |
| Berke Özer         | 2           | 0      | Lille OSC           |
|                    | Verdediging |        |                     |
| Çağlar Söyüncü     | 58          | 2      | Fenerbahçe          |
| Merih Demiral      | 55          | 4      | Al-Ahli             |
| Zeki Çelik         | 54          | 2      | AS Roma             |
| Mert Müldür        | 36          | 2      | Fenerbahçe          |
| Eren Elmalı        | 17          | 0      | Galatasaray         |
| Samet Akaydın      | 14          | 1      | Çaykur Rizespor     |
| Yusuf Akçiçek      | 2           | 0      | Fenerbahçe          |
| Mustafa Eskihellaç | 2           | 0      | Trabzonspor         |
| Yasin Özcan        | 1           | 0      | Aston Villa         |
|                    | Middenveld  |        |                     |
| Hakan Çalhanoğlu   | 97          | 21     | Internazionale      |
| Kaan Ayhan         | 71          | 5      | Galatasaray         |
| Okay Yokuşlu       | 47          | 1      | Trabzonspor         |
| Orkun Kökçü        | 41          | 3      | Beşiktaş            |
| Salih Özcan        | 23          | 0      | Borussia Dortmund   |
| İsmail Yüksek      | 25          | 1      | Fenerbahçe          |
| Demir Ege Tıknaz   | 1           | 0      | Beşiktaş            |
|                    | Aanval      |        |                     |
| Kerem Aktürkoğlu   | 44          | 12     | Benfica             |
| İrfan Can Kahveci  | 41          | 5      | Fenerbahçe          |
| Barış Alper Yılmaz | 28          | 2      | Galatasaray         |
| Arda Güler         | 21          | 5      | Real Madrid         |
| Kenan Yıldız       | 21          | 2      | Juventus            |
| Oğuz Aydın         | 4           | 0      | Fenerbahçe          |
| Can Uzun           | 4           | 0      | Eintracht Frankfurt |
| Deniz Gül          | 3           | 0      | FC Porto            |
| Ahmed Kutucu       | 3           | 0      | Galatasaray         |

### Recent opgeroepen
| Naam                | Wed. | Dlpnt. | Club            | Laatst in selectie             |
| ------------------- | ---- | ------ | --------------- | ------------------------------ |
| Doelman             |      |        |                 |                                |
| Mert Günok          | 37   | 0      | Beşiktaş        | Hongarije op 23 maart 2025     |
| Verdediging         |      |        |                 |                                |
| Abdülkerim Bardakcı | 19   | 2      | Galatasaray     | Hongarije op 23 maart 2025     |
| Emirhan Topçu       | 2    | 0      | Beşiktaş        | Hongarije op 23 maart 2025     |
| Ferdi Kadıoğlu      | 22   | 1      | Brighton        | IJsland op 14 oktober 2024     |
| Middenveld          |      |        |                 |                                |
| Atakan Karazor      | 0    | 0      | VfB Stuttgart   | Hongarije op 23 maart 2025     |
| Isak Vural          | 0    | 0      | Pisa SC         | Hongarije op 20 maart 2025     |
| Doğucan Haspolat    | 0    | 0      | KVC Westerlo    | Montenegro op 19 november 2024 |
| Yunus Emre Konak    | 0    | 0      | Brentford       | Wales op 16 november 2024      |
| Bartuğ Elmaz        | 0    | 0      | Fenerbahçe      | Wales op 6 september 2024      |
| Yusuf Özdemir       | 0    | 0      | Alanyaspor      | Wales op 6 september 2024      |
| Aanval              |      |        |                 |                                |
| Emre Mor            | 15   | 1      | Fenerbahçe      | Hongarije op 23 maart 2025     |
| Yunus Akgün         | 14   | 2      | Galatasaray     | Hongarije op 23 maart 2025     |
| Enes Ünal           | 34   | 2      | Bournemouth     | Montenegro op 19 november 2024 |
| Bertuğ Yıldırım     | 5    | 2      | Stade Rennais   | Montenegro op 19 november 2024 |
| Semih Kılıçsoy      | 4    | 0      | Cagliari Calcio | Montenegro op 19 november 2024 |
| Umut Nayir          | 5    | 1      | Konyaspor       | IJsland op 9 september 2024    |

## Erelijst

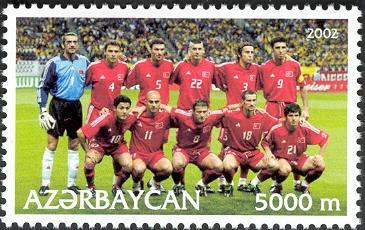
Nationaal voetbalteam van Turkije op een Azerbeidzjaanse postzegel voor de FIFA Wereldkampioenschap 2002.

| Toernooi           | Winnaar | Winnaar | Runner-up | Runner-up | Derde  | Derde |
| Toernooi           | Aantal  | Jaren   | Aantal    | Jaren     | Aantal | Jaren |
| ------------------ | ------- | ------- | --------- | --------- | ------ | ----- |
| WK                 |         |         |           |           | 1x     | 2002  |
| Confederations Cup |         |         |           |           | 1x     | 2003  |
| EK                 |         |         |           |           | 1x     | 2008  |

Süper Lig · TFF 1. Lig · TFF 2. Lig · TFF 3. Lig · Bölgesel Amatör Lig · Beker · Supercup

Turkse voetbalbond · Nationaal elftal
TFF · A-internationals · Selecties · Bondscoaches · Turks vrouwenelftal · Olympisch elftal · Turkije U21 · Turkije U20 · Turkije U19 · Turkije U18 · Turkije U17 · Turkije U16
1923 – 1929 · 
1930 – 1939 · 
1940 – 1949 · 
1950 – 1959 · 
1960 – 1969 · 
1970 – 1979 · 
1980 – 1989 · 
1990 – 1999 · 
2000 – 2009 · 
2010 – 2019 ·
2020 − 2029
EK 1996 · 
EK 2000 · 
EK 2008 · 
EK 2016 ·
EK 2020 ·
EK 2024 · WK 1954 · WK 2002 · OS 1924 · 
OS 1928 · 
OS 1936 · 
OS 1948 · 
OS 1952 · 
OS 1960
1923 · 
1924 · 
1925 · 
1926 · 
1927 · 
1928 · 
1929 · 1930 · 
1931 · 
1932 · 
1933 · 1934 · 1935 · 
1936 · 
1937 · 
1938 · 1939 · 1940 · 1941 · 1942 · 1943 · 1944 · 1945 · 1946 · 1947 · 
1948 · 
1949 · 
1950 · 
1952 · 
1952 · 
1953 · 
1954 · 
1955 · 
1956 · 
1957 · 
1958 · 
1959 · 
1960 · 
1961 · 
1962 · 
1963 · 
1964 · 
1965 · 
1966 · 
1967 · 
1968 · 
1969 · 
1970 · 
1971 · 
1972 · 
1973 · 
1974 · 
1975 · 
1976 · 
1977 · 
1978 · 
1979 · 
1980 · 
1981 · 
1982 · 
1983 · 
1984 · 
1985 · 
1986 · 
1987 · 
1988 · 
1989 · 
1990 · 
1991 · 
1992 · 
1993 · 
1994 · 
1995 · 
1996 · 
1997 · 
1998 · 
1999 · 
2000 · 
2001 · 
2002 · 
2003 · 
2004 · 
2005 · 
2006 · 
2007 · 
2008 · 
2009 · 
2010 · 
2011 · 
2012 · 
2013 · 
2014 · 
2015 ·
2016 ·
2017 ·
2018 ·
2019 ·
2020 ·
2021 ·
2022 ·
2023 ·
2024
Albanië ·
Algerije ·
Andorra ·
Angola ·
Armenië ·
Australië ·
Azerbeidzjan ·
België ·
Bosnië en Herzegovina ·
Brazilië ·
Bulgarije ·
Canada ·
Chili ·
China ·
Colombia ·
Costa Rica ·
DDR ·
Denemarken ·
Duitsland ·
Ecuador ·
Egypte ·
Engeland ·
Estland ·
Ethiopië ·
Faeröer ·
Finland ·
Frankrijk ·
Georgië ·
Ghana ·
Gibraltar ·
Griekenland ·
Guinee ·
Honduras ·
Hongarije ·
Ierland ·
IJsland ·
Irak ·
Iran ·
Israël ·
Italië ·
Ivoorkust ·
Japan ·
Joegoslavië ·
Kameroen ·
Kazachstan ·
Kosovo ·
Kroatië ·
Letland ·
Libanon ·
Libië ·
Liechtenstein ·
Litouwen ·
Luxemburg ·
Maleisië ·
Malta ·
Mexico ·
Moldavië ·
Montenegro · 
Nederland ·
Nieuw-Zeeland ·
Noord-Ierland ·
Noord-Macedonië ·
Noorwegen ·
Oekraïne ·
Oezbekistan ·
Oostenrijk ·
Pakistan ·
Paraguay ·
Polen ·
Portugal ·
Qatar · 
Roemenië ·
Rusland ·
San Marino ·
Saoedi-Arabië ·
Schotland ·
Senegal ·
Servië ·
Slovenië · 
Slowakije ·
Sovjet-Unie ·
Spanje ·
Syrië ·
Tsjechië ·
Tsjecho-Slowakije ·
Tunesië ·
Uruguay ·
Verenigde Staten ·
Wales ·
Wit-Rusland ·
Zuid-Afrika ·
Zuid-Korea ·
Zweden ·
Zwitserland
Brazilië (2002, 1) · 
Costa Rica (2002) · 
Duitsland (2008) · 
Italië (2021) · 
Kroatië (2008) · 
Kroatië (2016) · 
Portugal (2008) · 
Spanje (2016) · 
Tsjechië (2008) · 
Wales (2021) · 
Zwitserland (2008) · 
Zwitserland (2021)
 Albanië ·  Andorra ·  Armenië ·  Azerbeidzjan ·  België ·  Bosnië en Herzegovina ·  Bulgarije ·  Cyprus ·  Denemarken ·  Duitsland ·  Engeland ·  Estland ·  Faeröer ·  Finland ·  Frankrijk ·  Georgië ·  Gibraltar ·  Griekenland ·  Hongarije ·  Ierland ·  IJsland ·  Israël ·  Italië ·  Kazachstan ·  Kosovo ·  Kroatië ·  Letland ·  Liechtenstein ·  Litouwen ·  Luxemburg ·  Malta ·  Moldavië ·  Montenegro ·  Nederland ·  Noord-Ierland ·  Noord-Macedonië ·  Noorwegen ·  Oekraïne ·  Oostenrijk ·  Polen ·  Portugal ·  Roemenië ·  Rusland ·  San Marino ·  Schotland ·  Servië ·  Slovenië ·  Slowakije ·  Spanje ·  Tsjechië ·  Turkije ·  Wales ·  Wit-Rusland ·  Zweden ·  Zwitserland
 Bohemen ·  Bohemen en Moravië ·  Duitse Democratische Republiek ·  Ierland ·  Joegoslavië ·  Servië en Montenegro ·  Tsjecho-Slowakije ·  GOS ·  Saarland ·  Sovjet-Unie